# جان گدینا
جان گدینا (انگلیسی: John Godina؛ زادهٔ may ۳۱, ۱۹۷۲ (۵۲ سال)) ورزشکار دو و میدانی اهل ایالات متحده آمریکا است.
وی در مسابقات کشوری و بین‌المللی در مجموع برندهٔ ۴ مدال طلا، ۱ مدال نقره، ۱ مدال برنز شده‌است.